# Doug Weiss (Musiker)

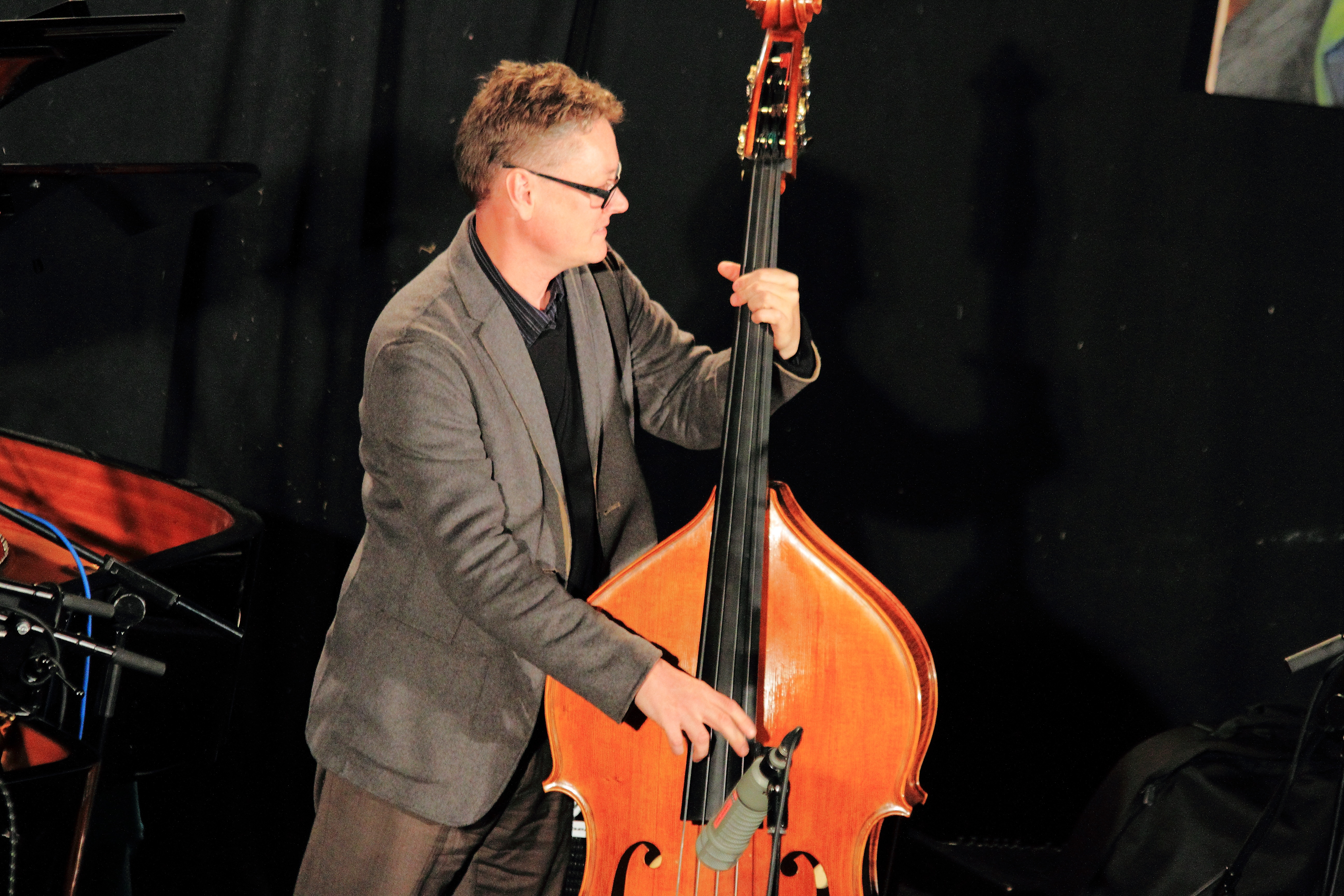
Doug Weiss mit dem Al Foster Quartet beim INNtöne Jazzfestival 2016

Doug Weiss (* 1965 in Chicago) ist ein US-amerikanischer Musiker (Kontrabass) des Modern Jazz.

## Leben und Wirken
Weiss wuchs in Chicago auf; er studierte ab 1988 im Jazzprogramm des William Paterson College und arbeitet seitdem in der New Yorker Jazzszene. Erste Aufnahmen entstanden 1990 mit Scott Kreitzer (New York State of Mind). In den folgenden Jahren spielte er u. a. mit Jeff Williams, dem Toshiko Akiyoshi Jazz Orchestra, Chris Potter, Kevin Hays, Nils Wogram, Adam Kolker, John McKenna, Joel Frahm, İlhan Erşahin, Lee Konitz und Dave Ballou; mit Joe Williams tourte er 1991 in Japan. Seit 1999 gehörte er zum Quartett von Al Foster, mit dem auch das Album Three of a Mind (mit Adam Birnbaum) entstand. In den 2000er-Jahren spielte er weiterhin mit Lizz Wright, Phil Grenadier, Brian Blade, Peter Bernstein und Eddie Henderson, ab 2010 auch mit Marc Copland sowie in den Formationen Crosstalk (mit Victor Lewis, Greg Osby, Copland) und Wayfarer (mit Timothy Hill, Jeff Haynes und Brandon Ross).
Weiss tritt regelmäßig in New Yorker Clubs wie dem Smalls, Smoke, Kitano, Blue Note, Iridium, Birdland und im Village Vanguard auf, etwa mit Mike Moreno, Sam Yahel, Bruce Barth, Gerald Clayton, Chris Potter, Jim Snidero und Francisco Mela. Weiss lebt im Hudson River Valley. Dort arbeitete er mit Pete Seeger an dessen Album Tomorrow’s Children, das 2010 mit einem Grammy als bestes Kinderalbum auszeichnet wurde. Des Weiteren unterrichtet er an The New School, ab 2004 an der SUNY Purchase. Im Sommersemester 2019 war er Gastprofessor für Kontrabass und Ensemble am Jazzinstitut Berlin. Im Bereich des Jazz war er zwischen 1990 und 2022 an 98 Aufnahmesessions beteiligt, u. a. auch mit Mike Moreno, Jorge Rossy und Joel Weiskopf. Zu hören ist er auch auf Jochen Rückerts With Best Intentions (2023).